# Newborough (Anglesey)
Newborough (walesiül: Niwbwrch vagy Niwbro) falu
Anglesey szigetének délnyugati részén, Walesben. Lélekszáma 2169 fő.

## Történelem
Newborough (korábban Rhosyr) a középkori Anglesey adminisztrációs központja volt. Llys Rhosyrban voltak az épületek, amik a környéket irányították. Bírósági ügyeket tárgyaltak, vitás kérdésekben döntöttek és különféle árukat tároltak az itt. Kb.144 hasonló központ volt Walesben az I. Eduárd angol király hódításai előtti időkben. Rhosyr nem volt királyi szálláshely, mint ahogy azt mostanában említik. Prof. Tony Carr, a Bangor Egyetem professzora, szerint Neil Johnstone régész túlértékeli a hely jelentőségét. Neil Johnstone további anyagi támogatást remél, hogy folytatni tudja az épületek feltárását, és turistalátványosságot formáljon a környékből.
Newborough-t I. Eduárd angol király alapította 1294-ben, hogy elszállásolja a beaumarisi vár építése miatt Llanfaes-ből kitelepített embereket. Szó szerint egy új várost hoztak létre (new borough – új város), amely 1303-ban kapta meg az erről szóló okiratot. A XVI. században Newborough Anglesey megyeszékhelye volt. Egykoron virágzó iparág épült a pázsitfűre, amelyből hálót, kötelet és hasonló dolgokat készítettek.
John Morgan egy zenész volt, aki az 1740-es években élt a faluban. Vaksága ellenére az ún. crwth nevű kelta hangszeren játszott. Newborough ad otthont a Prichard Jones Intézetnek, amely XX. század elején korának egy kivételes közösségi intézménye volt. A newborough-i születésű sir John Prichard-Jones adományozta a hat földszintes épületet a városnak. Sir John egy textilüzletben dolgozott tanoncként, később a londoni Dickins & Jones üzletközpont elnöke lett, amely részben róla kapta nevét. Az intézetet Roland Lloyd Jones tervezte, 1905-ben készült el, és £20 000-ba került. Az intézethez tartozik, egy neo-tudor stílusú kétszintes épület, óratoronnyal. Az Intézet 2006-ban szerepelt a BBC2 Restoration című műsorában.

## Napjainkban

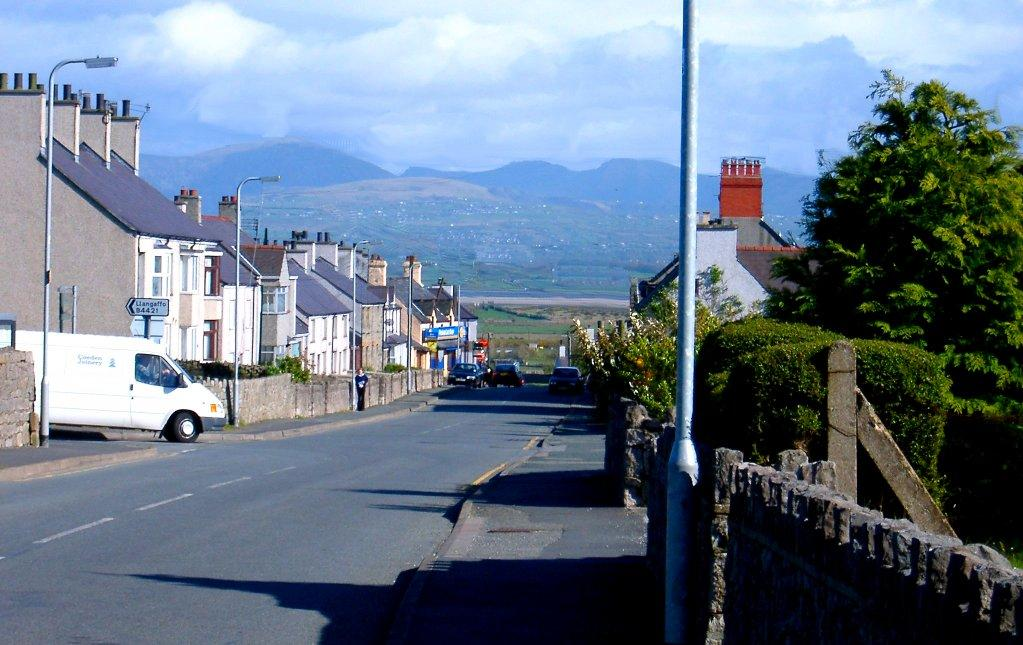
Newborough, a háttérben Snowdonia

A falu környékén hosszú sétákat tehetnek az idelátogatók. A Newborough mellett található 8 km2 területű erdő természetvédelmi terület. A közeli Llanddwyn-sziget megközelíthető a  Llanddwynnál elterülő Kék zászló strand felől. A szigeten egy, a XVI. században épült, templom romjai vannak, amit Dwynwennek, a szerelmesek walesi védőszentjének szenteltek.
A falu szélén, a B4419 út mentén Llangaffo felé van Tacla Taid, az Anglesey Közlekedési és Mezőgazdasági Múzeum. Az A4080-as úton Dwyran irányában eljuthatunk az Anglesey Model Village-be, ahol Anglesey összes látványossága megtalálható miniatürizálva. A faluban és környékén forgatták a 2006-os Félhomály című filmet Demi Moore főszereplésével.

## Fordítás
- Ez a szócikk részben vagy egészben  a   Newborough, Anglesey című angol Wikipédia-szócikk ezen változatának fordításán alapul.  Az eredeti cikk szerkesztőit annak laptörténete sorolja fel. Ez a jelzés csupán a megfogalmazás eredetét és a szerzői jogokat jelzi, nem szolgál a cikkben szereplő információk forrásmegjelöléseként.

## Külső hivatkozások (angol)
- "Criw Niwbwrch / Official Friends of the village website
- "More History of Newborough / Hanes Niwbwrch"
- "This walk is near Newborough village (BBC)"
- Prichard Jones Institute (BBC)
- Llys Rhosyr (BBC)
- photos of Newborough and surrounding area on geograph[halott link]